# Квест (модул МСС)
Хипобарична комора Квест (енгл. Quest Joint Airlock, преходно названа Joint Airlock Module), је хипобарична комора Међународне свемирске станице (МСС) која се највише користи. У буквалном преводу са енглеског језика Quest значи трагање, потрага. Ова комора конструисана је тако да се из ње могу спроводити свемирске шетње и у америчким и у руским Орлан свемирским оделима. Комора је лансирана мисијом СТС-104 14. јула 2001. године. Пре уградње овог модула, руске шетње могле су се спроводити само из сервисног модула Звезда, док су шетње у америчким свемирским оделима могле да се спроводе само када је са станицом спојен орбитер спејс-шатла, из хипобаричне коморе коју он поседује. Касније исте године, 16. септембра, лансиран је и руски модул Пирс, који се поред за спајање летелица Сојуз и Прогрес може користити и као хипобарична комора.

## Дизајн
Хипобарична комора Квест састоји се из два сегмента – први се назива „преграда за опрему“ (енгл. Equipment lock) и у њему су складиштена свемирска одела и остала опрема коју астронаути користе приликом свемирских шетњи, а у истој прегради пред саму шетњу астронаути облаче та одела и врше провере свих система; други сегмент назива се „преграда за посаду“ (енгл. Crew Lock) која је у ствари хипобарична комора у којој се атмосферски притисак може контролисати од вакуума па све до нормалног притиска који влада унутар станице, и у овај сегмент астронаути улазе након што обуку одела, затим се затвори поклопац између ова два сегмента и притисак се лагано спушта све до вакуума, након чега астронаути могу изаћи „напоље“ (у отворени свемир). Као модел при дизајнирању ове коморе послужила је хипобарична комора орбитера спејс-шатла, али је тај дизајн значајно унапређен тако да се потроши знатно мање ваздуха приликом употребе. Комора шатла није била ефикасна јер су мисије трајале релативно кратко, до две седмице, тако да није био проблем ако се потроши више ваздуха; међутим, станица је константно у орбити, тако да је веома битно да се уштеди и рециклира где год је то могуће како би што мање залиха морало да се шаље са Земље. По лансирању и спајању орбитера Атлантис са станицом, Квест је уграђена на десни отвор модула Јунити. На свом спољашњем ободу има носаче за четири резервоара под високим притиском, два која садрже кисеоник и два која садрже азот, која служе за допуњавање ваздухом америчког дела МСС, тачније, из ових резервоара се надокнађује губитак притиска који настаје приликом отварања поклопца при спровођењу свемирских шетњи. На преградним вратима (поклопцу), који дели сегмент за опрему и сегмент за посаду, уграђен је мали прозор кроз који астронаути који остају унутар станице током шетње могу пратити да ли све пролази како треба током декомпресије и пред излазак астронаута у свемир, или на крају шетње да провере да ли је сва опрема и алат коју су астронаути изнели на свом месту.
На спољашњости коморе постоји велики број рукохвата које астронаути користе приликом свемирских шетњи за кретање. Један број тих рукохвата уграђен је на Земљи, док је остатак уграђен након што је модул спојен са МСС. Врата (поклопац) који се налази на прегради за посаду и кроз која астронаути излазе у свемир поседује додатан термални поклопац, односно изолациони материјал у облику поклопца који штити главни поклопац од удара микро-метеорида, али и као заштита од Сунца док се астронаути не навикну у случају да у свемир излазе у време када је станица осветљена Сунчевим зрацима.
Комора Квест била је неопходна јер америчка свемирска одела не могу да се провуку кроз врата руских хипобаричних комора, а поред тога поседују различите компоненте, начин напајања и конекторе у односу на одела Орлан. Комора Квест је дизајнирана тако да може да подржи и једна и друга свемирска одела, међутим, тренутно се из ње спороводе изласци у отворени свемир само у америчким оделима јер опрема која је потребна за руска одела Орлан није још лансирана. Ово је велика мана у слуачају да нешто није у реду са једним или другим типом свемирских одела. Када је дошло до проблема са америчким оделима, током Експедиције 9, космонаути су у руским свемирским оделима типа Орлан морали да користе хипобаричну комору на руском делу станице, а затим пређу скоро целу дужину станице како би стигли до места на којем је требало да раде.

## Процедура „камповање“
Комора Квест обезбеђује окружење у којем астронаути могу да „кампују“ пре свемирске шетње у атмосфери са сниженим нивоом азота како би избацили што више овог гаса из крвотока и избегли декомпресиону болест у свемирским оделима сниженог притиска (5 psi; 34 kPa) и у којима је уместо ваздуха чист кисеоник. Пре ове методе астронаути су морали неколико сати пред излазак у отворени свемир да носе маске којима су из малих боца удисали чист кисеоник и тако избацивали вишак азота из крвотока. У априлу 2006. године чланови Експедиције 12, командант Бил Макартур и летачки инжењер Џефри Вилијамс, тестирали су нови метод припрема за свемирску шетњу „кампујући“ у комори Квест ноћ пре шетње.. Астронаути су се увече затворили у „преграду за опрему“ у којој је затим атмосферски притисак снижен са нормалних 101 на 70 kPa (14,7 на 10,2 psi). Четири сата након што су чланови експедиције отишли на спавање огласио се аларм због којег су контролори мисије морали да прекину процедуру „камповања“, али је тест проглашен успешним. Од тада се пред сваки излазак у свемир из америчког сегмента станице користи процедура „камповања“.

## Резервоари високог притиска
На спољашњи део модула Квест инсталирана су четири резервоара високог притиска, два са кисеоником и два са азотом. Ови резервоари се могу допуњати, и обезбеђују залихе гаса систему за регулацију атмосфере МСС (енгл. Atmosphere Control and Supply System), као и кисеоник под притиском од 6,2 MPa за допуну свемирских одела.
Ови резервоари допуњавани су из орбитера спејс-шатла док је он био у употреби. По спајању орбитера са станицом, аутоматски би се оствариле везе са цевима за проток кисеоника, која су спроведена по спољашњости станице од адаптера за спајање (енгл. Pressurized Mating Adapter) до коморе Квест. Након пензионисања спејс-шатла 2011. године ови резервоари се допуњавају комерцијалним бродовима за снабдевање Драгон и Сигнус.

## Конструкција
Сама хипобарична комора и системи резервоара изграђени су од алуминијума и тестирани у центру за свемирске летове Маршал, у Хантсвилу (Алабама). Предузимач је била компанија Боинг.

## Спецификације коморе
- Материјал: алуминијум
- Дужина: 5,5 m
- Пречник: 4 m
- Маса: 6.064 kg
- Запремина: 34 m3
- Цена: 164.000.000 $, укључујући резервоаре

## Галерија
- Италијан Лука Пармитано излази из коморе Квест
- Астронаут Алвин Дру напушта комору Квест
- Крис Касиди започиње другу EVA Експедиције 36
- Томас Рајтер, Павел Виноградов и Џефри Вилијамс са два свемирска одела у комори Квест